# 苯乙醚
苯乙醚，又称为乙氧基苯，是一种醚类有机化合物，具有醚类的化学性质（如易挥发、易爆、可以形成过氧化物）；它同时也是一种苯的衍生物。用于有机合成中。

## 性质
无色油状有芳香气味的液体。难溶于水，易溶于醇和醚。能随水蒸气蒸发。
用苯酚的醇钠溶液与溴乙烷回流反应得到。